# October Sky
October Sky ist ein US-amerikanisches Filmdrama von Joe Johnston aus dem Jahr 1999. Die Handlung beruht auf dem autobiografischen Roman Rocket Boys von Homer Hickam aus dem Jahr 1998.

## Handlung
Die Hauptperson des Films, Homer Hickam, lebt zusammen mit seiner Familie in der kleinen Bergbaustadt Coalwood in West Virginia. Seine Zukunft als Bergarbeiter in der Zeche scheint vorgezeichnet. Als 1957 die Sowjetunion mit Sputnik den ersten künstlichen Satelliten ins All schießt, entdeckt Homer sein Interesse an Raketen und beschließt, selbst eine Rakete zu bauen.
Nachdem der erste Versuch mit dem zerstörten Gartenzaun seiner Mutter endet, holt er sich die Hilfe von drei weiteren Jungen, Quentin Wilson, Roy Lee Cooke und Sherman O’Dell. Weitere Unterstützung findet er bei seiner Lehrerin Frieda Riley, die ihm den Vorschlag macht, mit dem Projekt bei einer Science Fair mitzumachen, was ihm ein Stipendium und damit einen Weg zu seinen Träumen bringen könnte.
Die Experimente gehen mit unterschiedlichem Erfolg vor sich und der Traum scheint ausgeträumt, als eine ihrer Raketen für den Ausbruch eines Waldbrands verantwortlich gemacht wird. Als auch noch sein Vater bei einem Unfall in der Mine verunglückt, übernimmt Homer seine Stelle in der Mine, um die Familie durchzubringen.
Nachdem sich sein Vater wieder erholt hat, versucht Homer herauszufinden, ob tatsächlich eine Rakete von ihnen für den Waldbrand verantwortlich war. Nachdem er der Schule beweisen kann, dass die Rakete nicht verantwortlich war, beginnen die Jungen wieder Raketen zu bauen und auf den Wettbewerb hinzuarbeiten.
Alles steht nochmal auf dem Spiel, als Homer beim entscheidenden Bundeswettbewerb das Modell einer Raketendüse gestohlen wird. Mit der Hilfe seines Vaters, der bisher eher ein Gegner des Projekts war, schafft es ein Kollege daheim, eine neue Düse anzufertigen und Homer rechtzeitig zukommen zu lassen.

## Kritiken
Roger Ebert schrieb in der Chicago Sun-Times vom 19. Februar 1999, er könne sich noch gut an seinen eigenen Schock erinnern, als die Russen im Jahr 1957 den ersten Satelliten gestartet haben. Allerdings habe es bei ihm nur zum Lesen von Science-Fiction gereicht, er habe nicht gleich angefangen, Raketen zu bauen.
Die Konfliktlinie im Film verläuft für ihn nicht zwischen den Jungen und den Raketen, sondern zwischen den jugendlichen Raketenbauern und Menschen, die denken, Söhne von Bergleuten müssten selbst Bergleute werden. Dazu gehöre Homers Vater, der kein schlechter Mensch sei und nicht vereinfacht dargestellt werde.
In vielen Filmen, die an einer High School angesiedelt seien, wirkten die Charaktere wie Twens in den Fernsehserien. Die Schüler in October Sky dagegen verhielten sich wie echte Teenager.
Desson Howe schrieb in der Washington Post vom 19. Februar 1999, der Film gebe gut die Atmosphäre in einer Familie in dieser Zeit wieder. Er kritisierte allerdings, der Film sei relativ vorhersehbar und biete wenige Überraschungen.

## Auszeichnungen
- Jake Gyllenhaal und Chris Owen wurden im Jahr 1999 für den Young Star Award nominiert. Jake Gyllenhaal und der Film wurden im Jahr 2000 für den Young Artist Award nominiert.
- Lewis Colick gewann 1999 den Humanitas Prize und wurde 2000 für den Writers Guild of America Award nominiert.
- Der Film gewann 1999 den OCIC Award des Ajijic International Film Festivals und wurde für den Casting Society of America Award nominiert. Er wurde 2000 für den Saturn Award nominiert und erhielt 2000 eine Nominierung für den E Pluribus Unum Award der American Cinema Foundation sowie den Broadcast Film Critics Association Award.

## Hintergrund
Die Dreharbeiten fanden in Tennessee statt. Der Film spielte in den Kinos der USA ca. 32,48 Millionen US-Dollar ein.

## Trivia
- October Sky ist ein Anagramm des Buchtitels Rocket Boys